# Małgorzata Habsburg (1416–1486)
Małgorzata Habsburg (ur. 1416, zm. 12 lutego 1486 w Altenburgu) – arcyksiężniczka austriacka z dynastii Habsburgów, księżna elektorowa Saksonii i margrabina Miśni.
Jedna z córek arcyksięcia austriackiego Ernesta Habsburga i księżniczki mazowieckiej Cymbarki z dyn. Piastów. Młodsza siostra cesarza rzymskiego Fryderyka III Habsburga – pierwszego z Habsburgów, który sięgnął po ten tytuł.
3 czerwca 1431 roku została wydana za mąż, w wieku około 15 lat, za elektora Saksonii i jednocześnie margrabiego Miśni Fryderyka II z dynastii Wettynów, z którym miała ośmioro dzieci:
- Amalię (1436–1501), późniejszą księżną Bawarii-Landshut jako żonę Ludwika IX z dyn. Wittelsbachów,
- Annę (1437–1512), późniejszą księżną elektorową Brandenburgii jako żonę Albrechta III Achillesa z dyn. Hohenzollernów,
- Fryderyka (1439–1451),
- Ernesta (1441–1486), późniejszego elektora Saksonii (następcę swojego ojca),
- Albrechta (1443–1500), późniejszego margrabiego Miśni (następcę swojego ojca),
- Małgorzatę (1444–1498), późniejszą ksieni (opatkę) w Seusslitz,
- Jadwigę (1445–1511), późniejszą ksieni (opatkę) w Quedlinburgu,
- Aleksandra (1447–1447).

Małgorzata brała aktywny udział w sprawowaniu rządów w Saksonii. Udało się jej pogodzić męża ze swoim bratem - landgrafem Turyngii Wilhelmem II. Otrzymała własną monetę.
W nocy z 7 na 8 lipca 1455 roku synowie Małgorzaty: Ernest i Albrecht zostali porwani z zamku Altenburg przez mającego do elektora Saksonii pretensje finansowe rycerza Kunza von Kauffungen. Porywacz, zdążający w kierunku granicy czeskiej został jednak schwytany, a dzieci Małgorzaty uwolnione.
Po śmierci męża w dniu 7 września 1464 roku otrzymała bogate wiano, w tym miasta takie jak: Altenburg, Lipsk, Colditz, Eilenburg i Liebenwerda. Aż do swej śmierci żyła w Altenburgu, znajdującym się pod jej wyłączną jurysdykcją, gdzie wykonywana swoje suwerenne prawa.